# Det Konservative Folkeparti

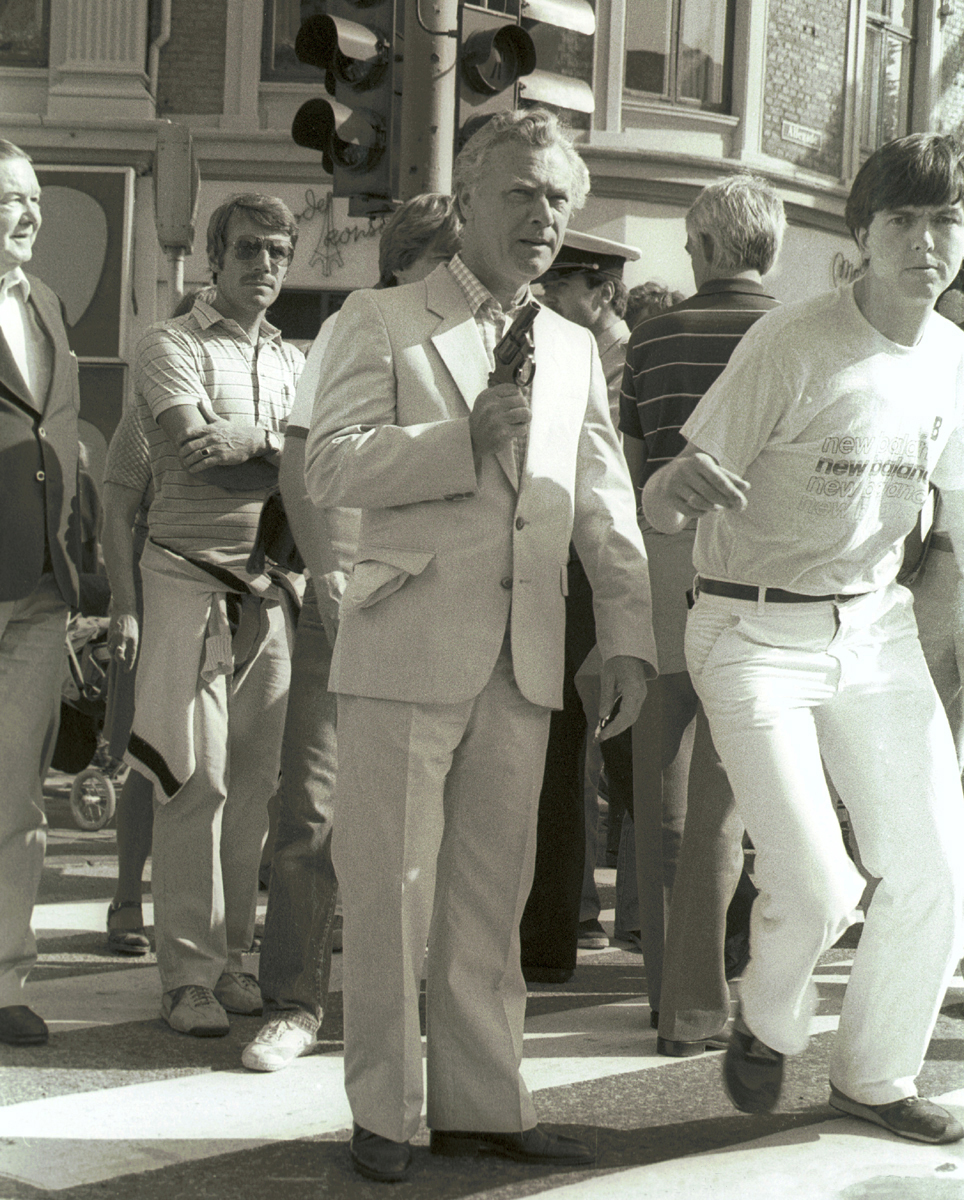
Voormalig premier (1982-1993) voor de conservatieven Poul Schlüter (foto juni 1984).

Det Konservative Folkeparti (afgekort KF, lettersymbool C) (Nederlands: Conservatieve Volkspartij) is een Deense liberaal-conservatieve politieke partij. In de volksmond wordt de partij aangeduid als Konservative. Tot 1915 droeg de partij de naam Højre (Nederlands: Rechts).
De partij is met 13 zetels vertegenwoordigd in het Folketing, het Deense parlement.

## Geschiedenis

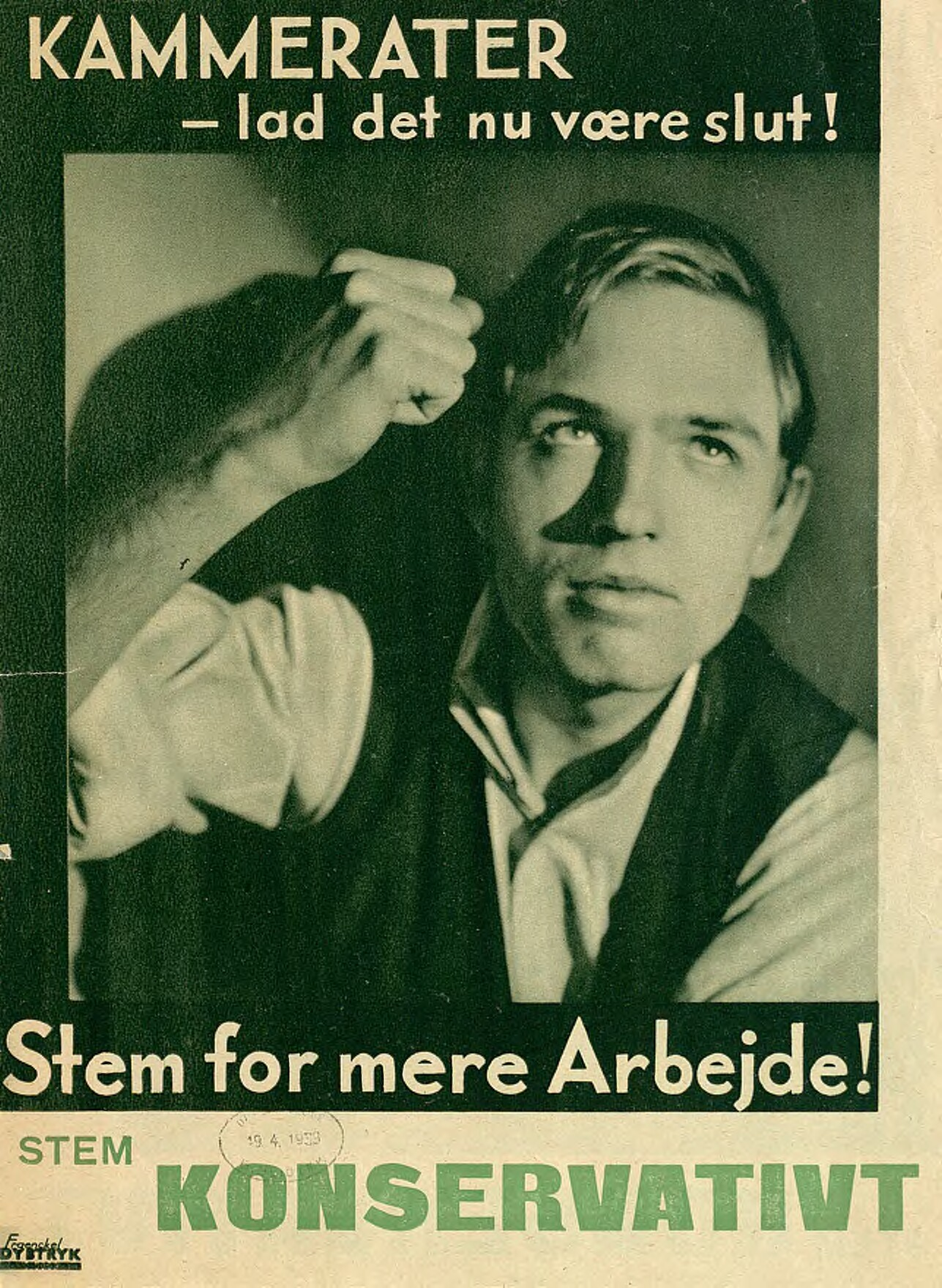
Verkiezingsaffiche (1939). De tekst luidt: Kameraden, Comrades - laat het nu voorbij zijn! Stem voor meer werk! Stem Conservatief.

De wortels van de Deense conservatieven gaan terug tot het midden van de 19de eeuw. In 1849 is er in Denemarken een grondwetgevende vergadering waar voor het eerst het woord højre (‘rechts’) wordt gebruikt. Omstreeks 1870 organiseren de liberalen, Venstre (Deens voor Links), zich tot een partij: Det Forenede Venstre. Daarop gaan ook de rechtse (højre) conservatieven een politieke partij vormen. Eind 1878 sluiten enkele nationaal-liberalen zich aan bij de partij. Aanvankelijk mist de partij evenwel lokale afdelingen; die komen er pas in de jaren 1880 samen met een echte nationale partijorganisatie. De rechts-conservatieve partij heeft aanvankelijk vooral steun van landeigenaren en toont zich reactionair. In de eerste jaren van de 20ste eeuw – als zich ook een kleine groep, de Frikonservative, afscheidt – wordt Højre iets liberaler.
De herziening van het Deense kiesstelsel (dat de conservatieven lange tijd heeft bevoordeeld ten nadele van de liberalen) en een dalende aanhang bij verkiezingen noopt de conservatieven ertoe zich te herbronnen. In 1915 ontstaat uit het vroegere Højre zo Det Konservative Folkeparti. Onder haar nieuwe naam kant de partij zich tegen socialisme, is ze voor privaat eigendom en wil ze de spreekbuis van de midden- en hogere standen (industriëlen, handelaars, grote landbouwers) worden. Lange tijd is de partij voor haar financiering ook afhankelijk van giften vanuit het bedrijfsleven. Traditioneel is de partij ook gelieerd met de Dansk Arbejdsgiverforening (Deense Werkgeversvereniging) en Dansk Industri.
Sinds 1950 probeert de KF samen het (Noords-)agrarische-liberale Venstre (V) een liberaal-burgerlijk alternatief te bieden voor sociaaldemocratisch bestuur. Tussen 1950 en 1953 vormen liberalen en conservatieven een regering onder leiding van de liberaal Erik Eriksen. Daarna wordt de samenwerking verdergezet in de oppositie tot 1965. Vanaf 1968 vinden de KF en V elkaar opnieuw in de regering van de sociaalliberale Hilmar Baunsgaard. In de jaren 1970 wordt de partij eerst nog geteisterd door interne conflicten, maar vanaf 1974, bij het begin van het leiderschap van Poul Schlüter, gaat het beter. In de jaren 1980 en de vroege jaren 1990 vormt Schlüter een niet-sociaaldemocratisch kabinet: de zogenaamde Firkløverregeringen (‘klavertje-vier-regering’). In 1993 moet Schlüter aftreden na een schandaal over asiel voor gevluchte Tamils.
Andermaal gaat de Konservative Folkeparti een onstabiele periode tegemoet. Na Schlüter komen nieuwe leiders en een nieuwe generatie aan het roer. Hans Engell blijft tot 1997 partijleider, maar veroorzaakt onder invloed van alcohol een verkeersongeval en stapt op. Pia Christmas-Møller houdt het daarop, gebukt onder interne twisten, slechts een jaar uit. Onder Bendt Bendtsen komt er weer rust in het conservatieve kamp. Na de parlementsverkiezingen van 2001 treedt de partij toe tot de conservatief-liberale regering van Anders Fogh Rasmussen (V). De verkiezingen van 2005 leveren de conservatieven enkele nieuwe parlementszetels en de regering met Venstre, gedoogsteunt door de rechtse Dansk Folkeparti, blijft aan. In die regering kunnen de conservatieven hun programma met betrekking tot belastingverlagingen, milieu en justitie doordrukken. Ondertussen ontstaat wel onenigheid over de positie van de gedoogsteunende Dansk Folkeparti. Desalniettemin slaagt de partij er in 2007 in een status quo te halen. Partijleider Bendtsen wordt in 2008 opgevolgd door Lene Espersen, die op haar beurt in 2011 vervangen wordt door Lars Barfoed.
Bij de Deense parlementsverkiezingen op 15 september 2011 wordt de KF meer dan gehalveerd. De partij valt terug tot net geen 5% van de stemmen en houdt nog 8 van voorheen 18 zetels over. Door het verlies van de conservatieven en de lichte achteruitgang van de Dansk Folkeparti beschikt het blauwe, centrumrechtse blok overigens ook niet langer over de parlementaire meerderheid die er sinds 2001 was geweest. Lars Barfoed treedt op 6 augustus 2014 af als partijvoorzitter en steunt Søren Pape Poulsen als nieuwe leider van de liberaal-conservatieven. Onder diens leiding valt de Konservative Folkeparti bij de Deense parlementsverkiezingen van 2015 echter nog verder terug, tot 3,4% oftewel 6 zetels. De partij wordt daarmee de kleinste in het Folketing, maar speelt in de hieropvolgende periode desondanks een belangrijke rol als gedoogpartner, en later coalitiepartner, in de regering van Venstre-premier Lars Løkke Rasmussen (2015–2019). Na de verkiezingen van 2019 belanden de conservatieven, ondanks een verdubbeling van hun zetelaantal, weer in de oppositie.

### Europees Parlement
De Konservative Folkeparti staat dicht bij andere Europese conservatieve partijen en is op Europees niveau verbonden aan de conservatief-christendemocratische Europese Volkspartij. Sinds 1979 is de KF vertegenwoordigd in het Europees Parlement. In de periode 1984–1989 beschikte de partij er over vier zetels; sinds 1999 behaalde zij bij de Europese verkiezingen telkens één zetel. Europarlementariërs namens de KF waren onder anderen oud-premier Poul Schlüter (1994–1999) en oud-partijleider Bendt Bendtsen (2009–2019). Tussen 2010 en 2014 leverde de partij met Connie Hedegaard tevens een Eurocommissaris; zij was in de commissie-Barroso II verantwoordelijk voor Klimaat.

## Standpunten en electoraat
Det Konservative Folkeparti hecht zich niet zozeer aan een ideologie, maar aan een aantal uitgangspunten als daar zijn: individuele vrijheid en verantwoordelijkheid, markteconomie, privaat eigendom, een kleine openbare sector en een belangrijke nationale defensie. De conservatieven kleven het kapitalisme aan, maar doen dat (gezien het succes van de Deense welvaartsstaat) op een eerder gematigde manier.
In de periode 1945-2005 behaalt de KF bij de nationale verkiezingen een gemiddeld stemmenpercentage van 16%, met een minimum van 5,5% in 1975 en een maximum van 23,4% in 1984. Het grootste deel van haar kiezers haalt de partij onder zelfstandige handelaars en ondernemers, overheidspersoneel en bedienden.